# Терпеле
 Терпеле  — поселок в Актанышском районе Татарстана. Входит в состав Старосафаровского сельского поселения.

## География
Находится в восточной части Татарстана на расстоянии приблизительно 19 км по прямой на юг-юго-запад от районного центра села Актаныш у речки Терпеля.

## История
Основан во второй половине XVII века, в 1750 году земли были сданы в аренду башкирами марийцам-тептярям.

## Население
Постоянных жителей было: в 1795 году — 69, в 1816 — 46, в 1834 — 88 душ муж. пола; в 1859—203, в 1870—231, в 1884—318, в 1906—308, в 1913—314, в 1920—321, в 1926—117, в 1938—191, в 1949—120, в 1958—128, в 1970—131, в 1979—114, в 1989 — 50, в 2002 − 51 (мари 80 %), 39 в 2010.